# Matériau omniphobe
Pour les articles homonymes, voir matériau (homonymie).
Un matériau omniphobe ou craint-tout est un matériau qui résiste aux taches grâce à une structure microscopique sur laquelle glissent les fluides : ainsi, le matériau reste sec et propre.
Des surfaces qui repoussent l'eau grâce à l'« effet lotus » existent depuis une dizaine d'années[Quand ?], alors que des maquettes de surfaces capables de repousser des liquides non-newtoniens (comme le sang, l'huile ou l'acide) n'existent que depuis 2008. Leur microstructure s'inspire en partie des feuilles de plantes carnivores, qui capturent des insectes grâce à leurs surfaces glissantes. Ils sont composés d'une couche poreuse de pics minuscules imprégnée d'un lubrifiant. Essentiellement, les liquides sont exposés à une surface réduite, ce qui maintient leur forme de gouttelettes et les empêche de pénétrer dans le tissu. Cette technique aurait des applications domestiques, industrielles et militaires.